# Lada-Vaz Priora
La Priora è un'autovettura prodotta dalla Lada-Vaz a partire dal 2007 fino al 2018.

## Il contesto

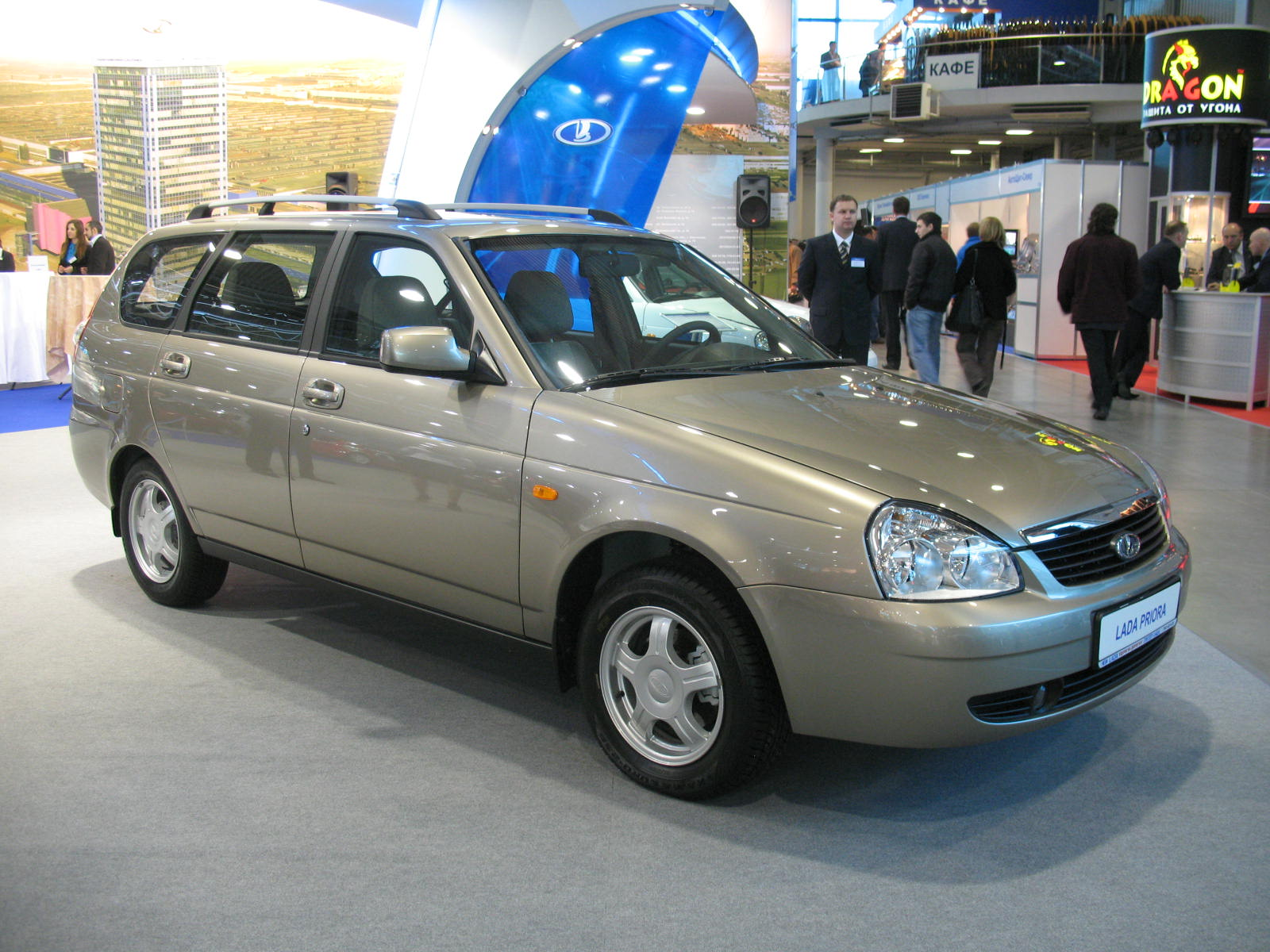
La versione familiare

Presentata al salone dell'automobile di Mosca del 2003 ed entrata in produzione nel 2007, la Priora è l'erede delle Lada 110 e Lada 112, da cui differisce per il frontale (completamente ridisegnato), la coda (rivista) e gli interni (diversi e più curati). Veniva venduta in tre allestimenti: 2170 (berlina tre volumi), 2171 (familiare) e 2172 (berlina cinque porte). Esisteva anche il modello Premier, equipaggiato di un motore 1.8; esternamente differiva dalla normale tre volumi (2170) per la maggiore lunghezza delle portiere posteriori.
Nessuna novità, invece, dal punto di vista tecnico: il motore principale era il 1596 cm³ 16 valvole da 103 CV d'origine Opel, montato anche sulle versioni 1.6 16v delle 110 e 112.
Dall'edizione del 2009 è stata utilizzata dalla casa come vettura da competizione per gareggiare nel WTCC; dal WTCC 2014 è stata sostituita dalla Lada Vesta, entrata in produzione in quell'anno e destinata a sostituirla anche nella normale produzione.